# Talaudöarna

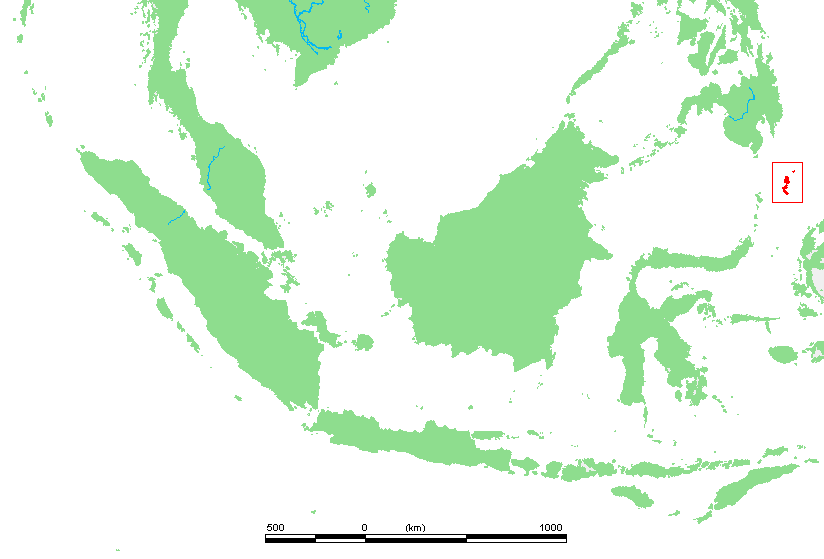
Talaudöarnas läge i Indonesien.

Talaudöarna (indonesiska Kepulauan Talaud) är en ögrupp norr om Sulawesi, som tillhör Indonesien. Talaudöarna utgör den nordligaste delen av östra Indonesien, som gränsar till provinsen Davao del Sur, i Filippinerna.
De största öarna i ögruppen heter Karakelong, Salibabu , Kabaruan, Karatung, Nanusa och Miangas. Det sammantagna invånarantalet var 2010 83441 innevånare.
Med ögruppen Sangihe inräknad finns det 77 öar I området. Den totala folkmängden I detta större område var 209574 2010.
Huvudstaden i ögruppen heter numera Melonguane och är belägen på Karakelong. Tidigare var huvudstaden Beo, också belägen på Karakelong.
I motsats till de intill liggande Sangiheöarna är Talaudöarna inte av vulkaniskt ursprung. På båda ögrupperna förekommer 31 däggdjursarter och en flyghund samt två arter av råttdjur är endemiska för Talaudöarna. Antalet endemiska fågelarter är tre på Talaudöarna och ytterligare en art är endemisk för båda ögrupper tillsammans. Antagligen hade dessa fåglar och däggdjur sitt ursprung i Sulawesi. Kräldjur och groddjur som förekommer på Talaudöarna är däremot närmare släkt med arterna som lever på Moluckerna.